# Frotey-lès-Lure
Frotey-lès-Lure ist eine französische Gemeinde im Département Haute-Saône in der Region Bourgogne-Franche-Comté.

## Geographie
Frotey-lès-Lure liegt auf einer Höhe von 323 Metern über dem Meeresspiegel, 5 Kilometer südöstlich von Lure und etwa 30 Kilometer östlich der Stadt Vesoul (Luftlinie). Das Dorf erstreckt sich im östlichen Teil des Départements, auf einem Plateau zwischen den Flussläufen von Rahin im Westen und Rognon im Osten, westlich der Höhen des Chérimont.
Die Fläche des 7,21 Quadratkilometer großen Gemeindegebiets umfasst einen Abschnitt in der leicht gewellten Landschaft südlich der Ebene von Lure. Der zentrale Teil des Gebietes wird vom Plateau von Frotey eingenommen, das durchschnittlich auf 320 Meter liegt. Es besteht aus einer Wechsellagerung von sandig-mergeligen und kalkigen Sedimenten, die während der Lias (Unterjura) abgelagert wurden. Im südlichen Teil tritt Muschelkalk aus der mittleren Trias zutage. Das Plateau ist überwiegend von Acker- und Wiesland bestanden.
Begrenzt wird das Plateau im Osten von der Mulde eines Seitenbaches des Rognon. Hier befinden sich zwei größere Fischweiher, darunter der Étang de Chaudoz. Nach Norden erstreckt sich das Gemeindeareal bis in die Waldung La Noye Jeannin, in der mit 332 Meter die höchste Erhebung von Frotey-lès-Lure erreicht wird. Die nördliche Abgrenzung markiert der Bachlauf des Ruisseau des Prés Besançon. Westwärts reicht der Gemeindeboden über das Waldgebiet Le Petit Bois mit verschiedenen Fischweihern bis in die Niederung des Rahin. Dieser fließt mit zahlreichen Windungen entlang dem Südrand der Alluvialebene von Lure und sorgt für die Entwässerung nach Südwesten zum Ognon.
Nachbargemeinden von Frotey-lès-Lure sind Roye im Norden, Palante und Lyoffans im Osten, Moffans-et-Vacheresse im Süden sowie Lure im Westen.

## Geschichte
Das Gemeindegebiet von Frotey-lès-Lure war schon sehr früh besiedelt. Bei Ausgrabungen im Jahr 1989 wurden Überreste eines gallorömischen Siedlungsplatzes (Brunnenschacht und Münzen) sowie ein Beil, das vermutlich aus dem Neolithikum stammt, entdeckt. Erstmals urkundlich erwähnt wird Frotey im Jahr 1178 unter dem Namen Frostier. Aus späterer Zeit sind die Bezeichnungen Froustier (1295), Frostey (15. Jahrhundert) und Frostel (1572) überliefert. Der Ortsname leitet sich vom altfranzösischen Wort frost (unbebautes Land) ab. Im Mittelalter gehörte Frotey zur Freigrafschaft Burgund und darin zum Gebiet des Bailliage d’Amont. Die lokale Herrschaft hatte das Kloster Lure inne, während ein kleiner Teil (Cubry) im Besitz der Herrschaft Granges war. Zusammen mit der Franche-Comté gelangte der Ort mit dem Frieden von Nimwegen 1678 definitiv an Frankreich. Heute ist Frotey-lès-Lure Mitglied des 22 Ortschaften umfassenden Gemeindeverbandes Communauté de communes du Pays de Lure.

## Sehenswürdigkeiten
Die einschiffige Kirche Saint-Laurent stammt ursprünglich aus dem 13. Jahrhundert, wurde aber zwischen 1734 und 1764 umfassend restauriert und vergrößert. Zur Innenausstattung gehören ein Flachrelief (18. Jahrhundert), Mobiliar aus dem 19. Jahrhundert und eine Holzstatue des Heiligen Laurentius. Die Mairie (Gemeindehaus), ein kleiner Herrschaftssitz und das Lavoir, das einst als Waschhaus und Viehtränke diente, wurden im 19. Jahrhundert erbaut.

Kirche Saint-Laurent
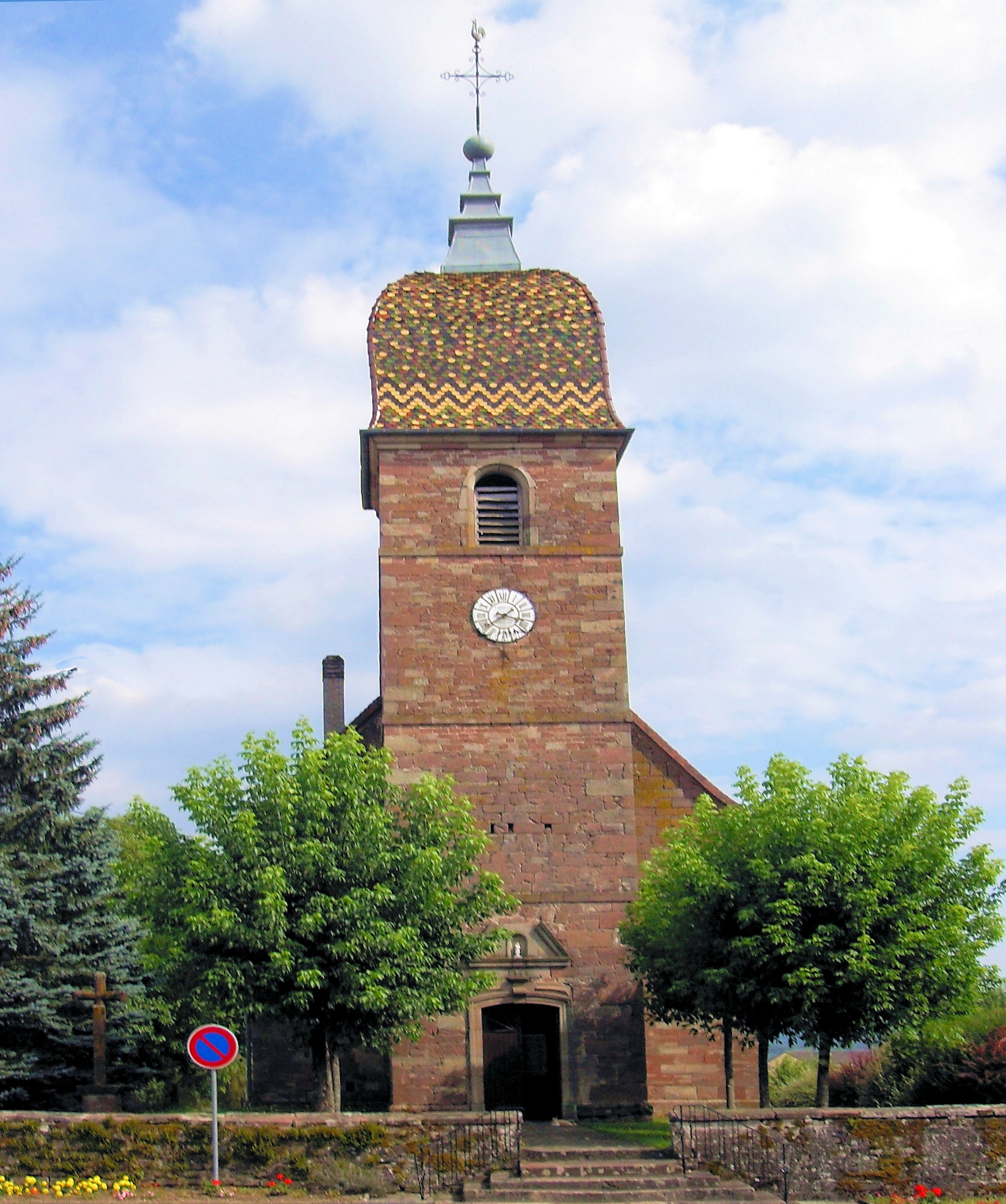
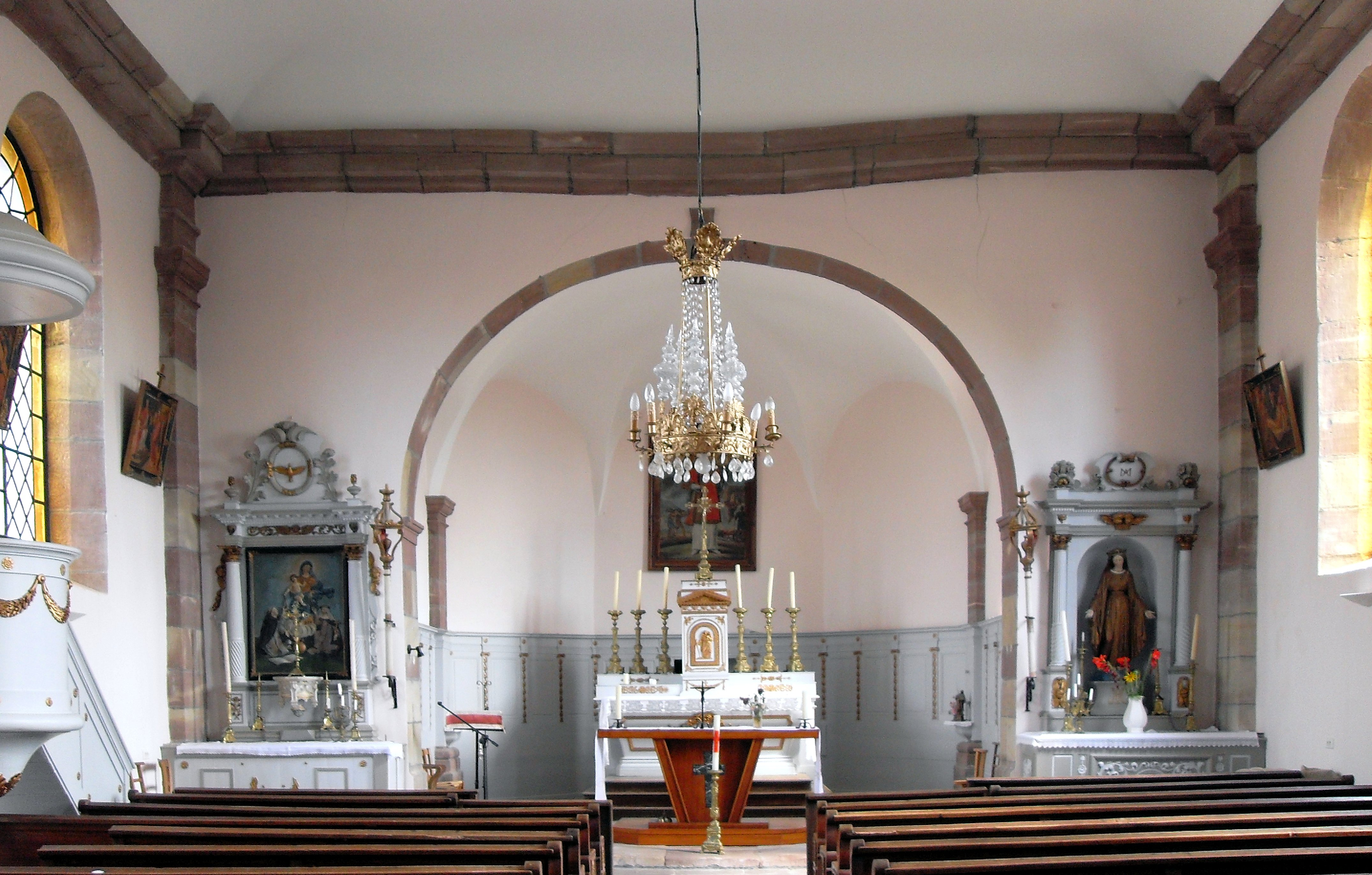

## Bevölkerung
| Jahr                       | 1962 | 1968 | 1975 | 1982 | 1990 | 1999 | 2008 | 2019 |
| Einwohner                  | 361  | 413  | 433  | 464  | 504  | 502  | 622  | 686  |
| Quellen: Cassini und INSEE |      |      |      |      |      |      |      |      |

Mit 692 Einwohnern (1. Januar 2022) gehört Frotey-lès-Lure zu den mittelgroßen Gemeinden des Départements Haute-Saône. Nachdem die Einwohnerzahl in der ersten Hälfte des 20. Jahrhunderts stets im Bereich zwischen 280 und 340 Personen gelegen hatte, wurde seit Beginn der 1960er Jahre ein kontinuierliches Bevölkerungswachstum verzeichnet.

## Wirtschaft und Infrastruktur
Frotey-lès-Lure war bis weit ins 20. Jahrhundert hinein ein vorwiegend durch die Landwirtschaft (Ackerbau, Obstbau und Viehzucht), die Forstwirtschaft und die Fischzucht geprägtes Dorf. Heute gibt es einige Betriebe des lokalen Kleingewerbes. In den letzten Jahrzehnten hat sich das Dorf zu einer Wohngemeinde gewandelt. Viele Erwerbstätige sind deshalb Wegpendler, die in den größeren Ortschaften der Umgebung und in der Agglomeration Belfort-Montbéliard ihrer Arbeit nachgehen.
Die Ortschaft ist verkehrstechnisch gut erschlossen. Sie liegt nahe der Departementsstraße D438, die von Lure nach Montbéliard führt und in diesem Bereich zur vierspurigen Schnellstraße ausgebaut ist. Weitere Straßenverbindungen bestehen mit Moffans, Lyoffans, Palante und Roye.